# Grettel Valdéz
Grettel Valeria Valdéz (n. 8 iulie 1976, Mexico City), este o actriță de origine mexicană.

## Filmografie

### Telenovele
- Lo que la vida me robó as María (2013-2014)
- Amorcito corazón as Zoe (2011-2012)
- Cuando me enamoro as Matilde (2010-2011)
- Camaleones as Silvana (2009)
- Angela as Chamuca (1998)
- Lola...Erase Una Vez as Carlota Santo Domingo Torres Oviedo (2007-2008)
- Heridas de Amor as Pamela (2006)
- Rebelde as Renata Lizaldi (2004)
- Ángel Rebelde as Lucia Andueza Cobarrubias later Lucia Valderrama Cobarrubias (2004)
- Clase 406 as Daniela Jimenez Robles (2002)
- Infierno en el Paraiso (1999)
- Sin ti (1998)

### Filme
- Un mundo raro as Edecán (2001)